# 크리스토프 갈리아노
크리스토프 갈리아노(프랑스어: Christophe Gagliano, 1967년 5월 22일~)는 프랑스의 유도 선수, 지도자이다. 1996년 하계 올림픽에서 남자 유도 라이트급 동메달을 획득했다. 